# Gerald FitzGerald (8. książę Leinster)
Gerald FitzGerald (ur. 27 maja 1914, zm. 3 grudnia 2004) – brytyjski arystokrata irlandzkiego pochodzenia, jedyny syn Edwarda FitzGeralda, 7. księcia Leinster i May Etheridge, córki Jessego Etheridge'a.
Wykształcenie odebrał w Eton College. Tytuł książęcy odziedziczył po śmierci ojca w 1976 r. Ojciec, książę Edward, był nałogowym hazardzistą, który wpędził rodzinę w ogromne długi nim popełnił samobójstwo. Gerald po II wojnie światowej przebywał w Irlandii, skąd powrócił w 1960 r. i osiadł w Oxfordshire. Tam wspólnie z byłym pilotem myśliwskim Tomem Vigorsem założył szkółkę lotniczą.
17 października 1936 r. poślubił Joane Kavanagh, córkę majora Arthura Kavanagha i miał z nią trzy córki:
- Pamela Hermione FitzGerald (6 listopada 1937 - 3 kwietnia 1938)
- Rosemary Anne FitzGerald (ur. 4 sierpnia 1939)
- Nesta FitzGerald (ur. 8 czerwca 1942)

Małżeństwo FitzGeralda zakończyło się rozwodem w 1946 r. 12 czerwca tego samego roku poślubił Anne Smith, córkę podpułkownika Philipa Smitha. Gerald i Anne mieli razem dwóch synów:
- Maurice FitzGerald (ur. 7 kwietnia 1948), 9. książę Leinster
- John FitzGerald (ur. 3 marca 1952)

Książę zmarł w wieku 90 lat pozostawiając majątek oceniany na 1 860 000 funtów. Tytuł książęcy przejął jego najstarszy syn.